# Båthussjön (Färila socken, Hälsingland)
Båthussjön är en sjö i Ljusdals kommun i Hälsingland och ingår i Ljusnans huvudavrinningsområde. Sjön har en area på 0,294 kvadratkilometer och ligger 239 meter över havet. Sjön avvattnas av vattendraget Kårån.

## Delavrinningsområde
Båthussjön ingår i det delavrinningsområde (687884-146776) som SMHI kallar för Utloppet av Båthussjön. Medelhöjden är 247 meter över havet och ytan är 1,59 kvadratkilometer. Räknas de 4 avrinningsområdena uppströms in blir den ackumulerade arean 44,71 kvadratkilometer. Kårån som avvattnar avrinningsområdet har biflödesordning 2, vilket innebär att vattnet flödar genom totalt 2 vattendrag innan det når havet efter 183 kilometer. Avrinningsområdet består mestadels av skog (71 procent). Avrinningsområdet har 0,29 kvadratkilometer vattenytor vilket ger det en sjöprocent på 18 procent.